# Cristian Salvato
Cristian Salvato (* 18. August 1971 in Campo San Martino) ist ein ehemaliger italienischer Radrennfahrer.
1989 wurde Cristian Salvato gemeinsam mit Davide Rebellin, Andrea Peron und Rossano Brasi Jugend-Weltmeister im Mannschaftsfahren. 1991 und 1993 gewann er mit der italienischen Mannschaft die Goldmedaille bei den Mittelmeerspielen in derselben Disziplin; 1991 wurde er zudem Dritter im Einzelzeitfahren bei der nationalen Amateur-Meisterschaft. 1993 und 1994 wurde er mit der italienischen Mannschaft Weltmeister im Mannschaftszeitfahren der Amateure. Ebenfalls 1993 siegte er gemeinsam mit Gianfranco Contri beim Duo Normand. Anschließend wurde er Profi. 
1996 startete Salvato bei der Tour de France und belegte Platz 94 in der Gesamtwertung. 1997 wurde er Dritter der italienischen Meisterschaft im Einzelzeitfahren und gewann er mit Dario Andriotto den GP d’Europe, bei dem er 1998 nochmals Rang drei belegte.